# Wicko (Poméranie)
Wicko est un village polonais de la voïvodie de Poméranie et du powiat de Lębork. Il est le siège de la gmina de Wicko et compte environ 690 habitants.

## Histoire
De 1772 à 1945, Vietzig fait partie de l'arrondissement de Lauenbourg-Bütow puis à partir de 1846, de l'arrondissement de Lauenbourg-en-Poméranie dans le district de Köslin dans la province de Poméranie.